# Pietro Serantoni
Pietro Serantoni (Venècia, 12 de desembre de 1906 - Roma, 6 d'octubre de 1964) fou un futbolista italià de la dècada de 1930 i entrenador de futbol.
Pel que fa a clubs, destacà a la SSC Venezia, Inter de Milà (1928-1934), Juventus FC (1934-1936), AS Roma (1936-1940) i Suzzara. Guanyà dues lligues italianes, el 1929-30 amb l'Inter i el 1935-36 amb la Juventus.
Fou internacional amb Itàlia, amb la qual disputà 16 partits i participà en el Mundial de 1938 on es proclamà campió.